# Сент-Клер Девиль, Шарль
Шарль Жозеф Сент-Клер Девиль (фр. Charles Joseph Sainte-Claire Deville; 26 февраля 1814, Сент-Томас — 10 октября 1876, Париж) — французский геолог, метеоролог, педагог. Член Французской академии наук (1857).

## Биография
Брат физикохимика Анри Этьена Сент-Клера Девиля. 
Окончил горную школу в Париже. С 1855 года работал помощником Жана Батиста Армана Луи Леонса Эли де Бомона на кафедре геологии в столичном Коллеж де Франс. В 1874 году сменил его на посту заведующего кафедрой.
В 1852 году был одним из основателей Метеорологического общества Франции (Societe Météorologique de France) и его первым секретарём и президентом.
В 1857 году был избран членом Французской академии наук вместо Армана Дюфренуа.
С 1872 года — генерал-инспектором всех метеорологических станций Франции, создал сеть метеорологических станций от Франции до Алжира. 

## Научная деятельность
Занимался исследованиями вулканических явлений, особенно газов, выделяемых вулканами во время и после извержения из кратера, трещин, расположенных на склонах вулкана, из лавовых потоков и пирокластических пород. Также исследовал колебания температуры в атмосфере и океане. 
Первая его научная работа включала серию исследований на Антильских островах, где он особое внимание уделил  сейсмическим и вулканическим явлениям. Побывал на Везувии. 
Выдвинул теорию, что извержения вулканов происходят из-за попадания морской воды в трещины земной коры; вступая в контакт с горячими камнями, она вызывает взрывные явления и извержения, что было подтверждено тем, что многие вулканы находятся недалеко от морского побережья.
Объездил Западную Индию. 
30 июля 1859 года с группой исследователей первым совершил полное восхождение на самую высокую вершину Гран-Комбен (4314 м) (совр. название Combin Grafeneire) в Пеннинских Альпах Швейцарии.

## Избранные труды
- «Etudes géologiques sur les îles de Teneriffe et de Fogo» (1846),
- «Voyage géologique aux Antilles et aux îles de Ténériffe et de Fogo» (1847),
- «Recherches sur les principaux phénomènes de météorologie et de physique terrestre aux Antilles» (1861),
- «Sur les variations périodiques de la température» (1866),
- «Coup d’oeil historique sur la géologie et sur les travaux i d’Elie de Beaumont» (1878).

## Награды
- Офицер Ордена Почётного легиона (1862)

## Память
- В честь Ш. Сент-Клера Девиля был назван один из кратеров на Луне — Promontorium Deville (43.2°N 1.0°E	20 км).